# Elohim Rolland
Elohim Rolland, né le 3 mars 1989 à Chamonix en France, est un footballeur français.

## Biographie

### Formé à Nîmes
Elohim est formé au Nîmes Olympique. Il quitte le club après avoir fait ses classes jusqu'en CFA 2.

### Parcours amateur
En 2010, il s'engage au Football Club Villefranche Beaujolais.
En 2011, il rejoint L'AS Lyon-Duchère en CFA.
En 2014, il s'engage au USBCO qui évolue en National après avoir fait une saison convaincante sur la côte d'opale, il est suivi par de nombreux clubs notamment en Belgique.

### KV Courtrai
En 2015, il s'engage trois ans avec le club du KV Courtrai. Le 25 juillet 2015, il est titulaire pour la première journée contre le Standard de Liège et connaît sa première victoire sous ses nouvelles couleurs (2-1). Le 1er août 2015, il marque son premier but en Jupiler Pro League contre le club du Waasland-Beveren. Le 29 octobre 2015, il délivre la passe décisive à Adam Marušić qui ouvre le score contre le Royal Sporting Club Anderlecht.  Le 22 janvier 2016, il donne la victoire à son club dans le temps additionnel contre le KV Ostende. Le 6 février, il permet d'ouvrir le score contre le KVC Westerlo mais ses coéquipiers et lui se font rattrapé en fin de rencontre. Le 27 février 2016, il marque le deuxième but pour son équipe en fin de rencontre contre le club du KV Malines. Lors de la saison 2015-2016, il inscrit quatre buts en première division belge avec le club du KV Courtrai. Il a joué vingt-trois rencontres en Division 1A, six en Playoff II et deux rencontres en barrage, donnant droit au dernier ticket européen.
Lors de la saison 2016-2017 il marque son premier but de la saison et ouvre le score contre le KAS Eupen. Il a joué vingt-cinq matchs en Division 1A, neuf rencontres en Playoff II et trois en Coupe de Belgique.

### FC BONDUES
En octobre 2021 il s’engage avec un club duquel il est tombé sous le charme, le club du FC Bondues (R2 - Haut de France), il y retrouve là bas un groupe talentueux qui l’ont intégré avec amour et retrouve ce qui lui a toujours fait aimer le football : « Le plaisir et le partage ». Il a effectué ses premiers pas au fameux  Stade du Fort à Bondues et aura fortement contribué à la qualification de son équipe face à  US Pays de Saint-Omer, 2 divisions supérieures à ses nouvelles couleurs. Il a partagé ce moment de longues minutes après le match autour d’un petit pot de l’amitié.
le retour au haut niveau pour lui arriva avec sa signature au Sequedin OSM. Il y rencontra un groupe d’amis sur et en dehors du terrain. Régulièrement vu au « spot » à Perenchies , il reste fidèle à ses valeurs de partage et d’amitié . 